# Chōsokabe Chikakazu
Chōsokabe Chikakazu (長宗我部 親和, 1567-1587) est un samouraï de la période Azuchi-Momoyama, aussi appelé Kagawa Chikakazu (香川 親和), fils de Chōsokabe Motochika et frère de Chōsokabe Nobuchika. Ayant pris possession du clan Kagawa, il ne parvient cependant pas à prendre le contrôle du clan Chōsokabe qui va aux mains d'un autre de ses frères, Chōsokabe Morichika.

## Source de la traduction
- (it) Cet article est partiellement ou en totalité issu de l’article de Wikipédia en italien intitulé « Chōsokabe Chikakazu » (voir la liste des auteurs).